# 东坝站 (广元市)
东坝站是位于四川省广元市利州区东坝村的一个铁路车站，邮政编码628004。车站建于1960年，有宝成铁路经过该站，现仅办货运业务，不办理客运业务，车站及其上下行区间均已电气化。车站距离宝鸡站406公里，隶属成都铁路局，是四等站。
1. ↑  铁道部电子计算技术中心, 铁道部运输局. . 北京: 中国铁道出版社. 1998: 106. ISBN 9787113030995.